# Carlos Barreira
Carlos Barreira (Carlos Alberto Pinto Barreira, Chaves, 4 de Março de 1945), é um escultor português formado na Escola Superior de Belas-Artes do Porto.

## Biografia
No início da década de 1950 fixou-se em Moçambique, de onde regressou em 1965, para continuar os seus estudos no Porto, inicialmente na Escola de Artes Decorativas Soares dos Reis, depois na ESBAP. Foi bolseiro da Fundação Calouste Gulbenkian entre 1969 e 1973.
Em 1972, ainda estudante, enveredou também pelas áreas do design gráfico e da cenografia, vindo a colaborar com o Teatro Experimental do Porto (TEP). 
Integrou o corpo docente da ESBAP entre 1977 e 2009, sendo nomeado Professor Agregado em 1988 e Professor Associado em 2000. Na ESBAP exerceu ainda os cargos de Director de Departamento e de membro do Conselho Científico. Foi também professor convidado da Universidade de Kassel, na Alemanha. Entre 1975 e 1976 integrou o Projecto SAAL - Serviço de Apoio Ambulatório Local, tendo sido o responsável técnico pela brigada do Seixo, em S. Mamede de Infesta. Em 1978 foi um dos cofundadores da Bienal de Cerveira.

## Obra
A sua obra escultórica pode ser agrupada em sete grandes séries - Primeiras Máquinas, Máquinas de Bater Palmas, Pedras Bulideiras, Searas Mecânicas, Atrito Nulo, Obras Públicas e Obras de Pequeno Formato.
A série Pedras Bulideiras, iniciada em 1984, inclui obras públicas de grandes dimensões, mas também obras de pequeno e médio formato integradas em colecções particulares, como a Pedra Bulideira XV. Embora a maioria destas esculturas sejam executadas em pedra – granito, mármore ou xisto, algumas são ainda excepcionalmente executadas em madeira, como o estudo para a Pedra Bulideira IX (1987), exibido em 2009, em Matosinhos, ou apresentam complementos em metal. Nem todas as 24 esculturas desta série subsistem pois, tal como sucedeu com Pedra Bulideira II, implantada em São João da Madeira, determinadas obras públicas sofreram, entretanto, deslocalizações ou danos irreversíveis. Toda esta série, cuja numeração se prolonga até à Pedra Bulideira XXV, tem por referência a enorme massa granítica denominada Pedra Bolideira, que se encontra situada na freguesia de Tronco, Chaves, e equivale à obra número I.
Algumas das obras de pequeno formato, com génese anterior mas criadas consistentemente a partir de 1978, foram exibidas em 2010, na Galeria Alvarez, no Porto, e em 2019, no Museu Internacional de Escultura Contemporânea, em Santo Tirso.

## Exposições Individuais[3]
1986 - CARLOS BARREIRA: ESCULTURA, Delegação Regional do Norte da Secretaria de Estado da Cultura, Porto.
1987 - Exposição CARLOS BARREIRA, Galeria da Universidade do Minho, Braga.
1989 - Exposição Individual no Casino da Póvoa, Póvoa de Varzim; Exposição Individual no Hotel Méridien, Portugal.
1997- Exposição ATRITO NULO, Galeria Alvarez, Porto.
1998 - Exposição ATRITO NULO, Galeria Projecto, Vila Nova de Cerveira; Exposição ATRITO NULO, Centro Cultural de Melgaço, Melgaço; Exposição ATRITO NULO, Bragança.
1999 - Artista Convidado na XXXIII International Fair for Modern Art Cologne, Köln, Alemanha; Artista Residente em Carrazeda de Ansiães.
2004 - Exposição APENAS ESCULTURA, Caldas da Rainha.
2009 - CARLOS BARREIRA: UMA QUESTÃO DE MATÉRIA , Matosinhos, Julho e Agosto.
2010 - RED&MEIDE BAI CHARLES BARRIÈRE, Galeria Alvarez, Porto, Abril e Maio.
2011 - DA IDEIA DO DESENHO, Museu Municipal Abade Pedrosa, Santo Tirso, Novembro de 2011 a Março de 2012.

### Colectivas, de selecção ou convite[6]
1972 - Exposição de Alunos da ESBAP, Cooperativa Árvore, Porto; Exposição VERÃO, Galeria Ogiva, Óbidos.
1973 - Exposição QUADRANTE EM ÉVORA E ESTREMOZ, Estremoz.
1974 - I Encontro Internacional de Arte em Valadares, Vila Nova de Gaia, Exposição na Galeria Gordillo, Lisboa.
1975 - Exposição ARMES ET BAGAGES, Lyon, França; Exposição LES 6 JOURS DE LA PEINTURE, Marselha, França; Exposição LEVANTAMENTO DA ARTE NO SÉCULO XX NO PORTO, Museu Nacional Soares dos Reis, Porto.
1978 - I Bienal, Vila Nova de Cerveira, Agosto (Escultura: Máquina de Bater Palmas II).
1980 - II Bienal, Vila Nova de Cerveira, Agosto (Escultura: Máquina de Bater Palmas III).
1982 - III Bienal, Vila Nova de Cerveira, Julho e Agosto (Escultura: Numerus Romanus); Exposição no Círculo de Artes Plásticas de Coimbra, Coimbra; Mostra Colectiva de Arte FAFE 1982, Fafe.
1983 - Exposição Cibeles, Marco de Canaveses.
1984 - IV Bienal, Vila Nova de Cerveira, Agosto e Setembro (Escultura: Ascensão); Exposição ESCULTURAS NO JARDIM, Delegação Regional do Norte da Secretaria de Estado da Cultura, Porto; Exposição no Círculo de Artes Plásticas de Coimbra, Coimbra; Exposição PEQUENOS PROBLEMAS, Galeria Alvarez, Porto.
1985 - Exposição A FESTA, Galeria EG, Porto; Exposição 7 PROJECTOS PARA CAMINHA - 17 ESCULTORES DO NORTE, Caminha; Exposição KÜNSTLER AUS NORD PORTUGAL, Wiesloch, Alemanha.
1986 - V Bienal, Vila Nova de Cerveira; I Simpósio Internacional de Esculturas em Pedra, Caldas da Rainha; Exposição Colectiva Itinerante, Porto e Luxemburgo; Exposição ESCULTURAS NO JARDIM II, Delegação Regional do Norte da Secretaria de Estado da Cultura, Porto.
1987 - Exposição ESCULTURA EM PEDRA, ALGUMAS LINHAS DE FORÇA, Galeria da Universidade do Minho, Braga; Bienal de Escultura e Desenho, Atelier Municipal António Duarte, Caldas da Rainha.
1988 - Exposição Internacional de Escultura e Instalação, LIBESC 88, Galeria de S. Bento, Lisboa.
1989 - Exposição de Pintura, Escultura e Desenho, Vila Nova de Poiares.
1991 - Exposição de Homenagem a Amadeo de Souza-Cardoso, Amarante; Bienal de Escultura e Desenho, Atelier Municipal António Duarte, Caldas da Rainha.
1992 - Exposição e Workshop Portugal / Cabo Verde, Mindelo, Cabo Verde; Exposição 33 ESCULTORES, Galeria Municipal, Caldas da Rainha.
1993 - II Simpósio Internacional de Escultura, Santo Tirso; Bienal de Escultura e Desenho, Atelier Municipal António Duarte, Caldas da Rainha.
1994 - I Encuentro de Escultura Ibérica Actual, Museo Provincial, Lugo, Espanha; V Simpósio Internacional de Escultura em Pedra, Caldas da Rainha.
1995 - Exposição Escultura para uma Universidade Nova, Galeria da Universidade do Minho, Braga; Exposição Arte Contemporânea da Galiza e do Norte de Portugal, Fórum da Maia, Maia.
1996 - Encontro com o Granito, Simpósio de Escultura em Pedra, Vila Nova de Cerveira; Fórum Atlântico, Feira de Arte Contemporânea, Galeria Alvarez, Porto; Exposição Colectiva, Auditório Municipal, Vila do Conde, e Feira de S. Mateus, Viseu; Exposição Coventry-Porto, Art Exchange, FBAUP-Lanchester Gallery, Portugal e Inglaterra.
1997 - Artistas Transmontanos em Chaves, Chaves; Encontros com a Póvoa de Varzim, Simpósio de Escultura em Granito e Ferro, Póvoa de Varzim; Exposição DOIS TEMPOS NA ESCULTURA; QUATRO ESCULTORES, Paredes de Coura; Exposição Escultura Ibérica Contemporânea, Galeria Mário Sequeira, Braga; III Foro Atlântico de Arte Contemporânea, Estación Marítima de A Coruña, Espanha.
1998 - Exposição A FIGURA HUMANA NA ESCULTURA PORTUGUESA DO SÉCULO XX, Edifício da Alfândega, Porto.
1999 - X Bienal, Vila Nova de Cerveira, Agosto e Setembro; Exposição ESCULTURA 4, Cooperativa Árvore, Porto; 33rd International Fair for Modern Art / Cologne, Köln, Alemanha.
2000- Kyongnam International Sculpture Symposium, KISS, Kyongnam, Coreia do Sul.
2001 - XI Bienal, Vila Nova de Cerveira, Agosto e Setembro; Exposição PORTO ANOS 60 / 70: OS ARTISTAS E A CIDADE, Fundação de Serralves, Porto.
2002 - EXPOSIÇÃO DE ESCULTURA, Casa Falcão / Espaço Esteva, Macedo de Cavaleiros.
2003 - INERTES COM VIDA, Maceira-Liz, Leiria; I Simpósio de Granito de Pinhel, Pinhel; DA ÁGUA E DAS FONTES, 2.º Simpósio de Escultura em Pedra, Alfândega da Fé.
2004 - DESENHO, Centro Franco Moçambicano, Maputo, Moçambique; ESCULTURAS DE ANDAR E VER, Museu da Quinta de Santiago, Matosinhos.
2005 - PAISAGENS, Exposição Comemorativa dos 225 Anos de Belas Artes no Porto, Palácio das Galveias, Lisboa. 
2006 - ESCULTURA, Jardins da Casa Museu de Monção / Universidade do Minho, Monção, Julho a Setembro; ONZE ESCULTURAS PARA EUGÉNIO DE ANDRADE, Galeria Municipal de Matosinhos, Matosinhos; PELO DOURO, exposição itinerante pela região demarcada do Douro; CURSOS E PERCURSOS, Galeria de Arte do Casino Estoril, Estoril; Simpósio Internacional de Escultura, Vinhais.
2007 - ESCULTURA COM AFECTOS, Armazém das Artes, Alcobaça, e Sociedade Nacional de Belas Artes, Lisboa; Simpósio Internacional de Gaia, Quinta da Lavandeira, Vila Nova de Gaia. 
2009 - A PRATA DA CASA, Galeria Projecto, Vila Nova de Cerveira.
2013 - ÁRVORE - 50 ANOS DE OBRA GRÁFICA, Assembleia da República, Lisboa, Outubro e Novembro.
2014 - A ESCULTURA NA COLECÇÃO DO MUSEU BIENAL DE CERVEIRA, Vila Nova de Cerveira, Janeiro e Fevereiro.
2017 - XIX Bienal, Vila Nova de Cerveira, Julho a Setembro; QUINZE ESCULTORES, Museu Internacional de Escultura Contemporânea de Santo Tirso, Março a Maio.
2018 - TRÊS GERAÇÕES DA PINTURA E ESCULTURA PORTUGUESAS: CARLOS BARREIRA, CRISTINA VALADAS, JOÃO RIBEIRO. Museu de Arte Contemporânea Nadir Afonso, Chaves, Outubro de 2018 a Abril de 2019.  
2019 - Carlos Barreira ENCONTROS Peter Rosman. Museu Internacional de Escultura Contemporânea, Santo Tirso, Setembro de 2019 a Janeiro de 2020.  

## Cenografia
1993 - Cenografia e programa para O Vendedor de Milagres, de Gabriel Garcia Marquez, Seiva Trupe, Porto.
1994 - Cenografia para Mais Mar Houvesse, de Joaquim Castro Caldas, com encenação de João Paulo Seara Cardoso, Comissão Municipal Infante 94, Teatro Rivoli, Porto.
1998- Cenografia, programa e cartaz para À Espera de Godot, de Samuel Beckett, Seiva Trupe, Porto.
2009 - Cenografia para Dias Felizes, de Samuel Beckett, Cendrev / Centro Dramático de Évora, Teatro Garcia de Resende, Évora.

## Galardões e distinções
Galardoado com o Prémio Fundação Engenheiro António de Almeida, o Prémio de Escultura Sonae (1996), o Grande Prémio da X Bienal de Vila Nova de Cerveira (1999) e o Prémio de Aquisição da Sociedade Nacional de Belas Artes.

## Obras em Espaços Públicos
Escultura Atrito Nulo (2003), Alfândega da Fé, Portugal.
Escultura Pedra Bulideira V (1986), Caldas da Rainha, Portugal.
Escultura Seara Mecânica (1994), Caldas da Rainha, Portugal.
Escultura Pedra Bulideira XXIV (1999-2004), integrada no conjunto Nascido do Chão, Carrazeda de Ansiães, Portugal.
Escultura Atrito Nulo (2000), em Changwon, Coreia do Sul.
Escultura Pórtico (danificada), Figueira da Foz, Portugal.
Escultura Pedra Bulideira XXII (1993), Santo Tirso, Portugal.
Escultura Pedra Bulideira II (danificada e deslocalizada), São João da Madeira, Portugal.
Escultura Alegoria ao Desporto (2000) em Vila do Conde, Portugal.
Escultura Seara Mecânica (1996), Vila Nova de Cerveira, Portugal.
Escultura Pedra Bulideira XXV (2006), Vinhais, Portugal.
Escultura Troca de Presentes (1996), Área de Serviço da A1, Sentido Norte-Sul, Antuã, Portugal.

## Obras em Museus
Representado na Colecção Fundação de Serralves - Museu de Arte Contemporânea, Porto, Portugal.
Representado no Museu de Arte Contemporânea Nadir Afonso, Chaves, Portugal.
Representado no Museu da Bienal de Cerveira, Vila Nova de Cerveira, Portugal..
Representado no Museu Internacional de Escultura Contemporânea de Santo Tirso, Portugal.
Representado no Museu Municipal Amadeo de Souza-Cardoso, Amarante, Portugal. 